# Quần vợt xe lăn tại Đại hội Thể thao Người khuyết tật Đông Nam Á 2017
Quần vợt xe lăn tại Đại hội Thể thao Người khuyết tật Đông Nam Á 2017 được diễn ra tại Sân Trung tâm Quần vợt Quốc gia, Jalan Duta, Kuala Lumpur

## Bảng xếp hạng
*   Chủ nhà
| 1    | Malaysia (MAS)* | 2 | 1 | 3 | 6  |
| 2    | Thái Lan (THA)* | 1 | 2 | 3 | 6  |
| Tổng | Tổng            | 3 | 3 | 6 | 12 |

## Danh sách huy chương
| Sự kiện  | Vàng                                              | Bạc                                                          | Đồng                                                 |
| -------- | ------------------------------------------------- | ------------------------------------------------------------ | ---------------------------------------------------- |
| Đơn nam  | Abu Samah Borhan · Malaysia (MAS)                 | Suthi Khlongrua · Thái Lan (THA)                             | Yusshazwan Yusoff · Malaysia (MAS)                   |
| Đơn nam  | Abu Samah Borhan · Malaysia (MAS)                 | Suthi Khlongrua · Thái Lan (THA)                             | Ariffahmi Zaquan Ariffin · Malaysia (MAS)            |
| Đơn quad | Azman Hasan · Malaysia (MAS)                      | Sombut Yampapha · Thái Lan (THA)                             | Pol Janteam · Thái Lan (THA)                         |
| Đơn quad | Azman Hasan · Malaysia (MAS)                      | Sombut Yampapha · Thái Lan (THA)                             | Nattaporn Taosrisakul · Thái Lan (THA)               |
| Đôi nam  | Thái Lan (THA) · Suthi Khlongrua · Wittaya Peemee | Malaysia (MAS) · Abu Samah Borhan · Ariffahmi Zaquan Ariffin | Malaysia (MAS) · Yusshazwan Yusoff · Firdaus Ibrahim |
| Đôi nam  | Thái Lan (THA) · Suthi Khlongrua · Wittaya Peemee | Malaysia (MAS) · Abu Samah Borhan · Ariffahmi Zaquan Ariffin | Thái Lan (THA) · Banjob Suwan · Sunthon Sridaeng     |